# Rhacophoridae
Las ranas arborícolas del Viejo Mundo, o racofóridos (Rhacophoridae, del griego clasico ῥακός (rhakós), "andrajo", y -φόρος (-phóros), "portador") son una familia de anfibios anuros típica de las regiones tropicales de Asia y África (incluyendo Japón y Madagascar). La familia se originó antes de que la masa de tierra conformada por Madagascar, el subcontinente Indio y  las Islas Seychelles se separara. La mayor parte de las especies son arbóreas y se reproducen en los árboles mediante amplexo. Algunas especies realizan el apareamiento en grandes grupos. Los tamaños varían desde 1.5 hasta 12 cm. 
Rhacophoridae es la familia con el mayor número de especies extintas (20 en total).

## Taxonomía
Se reconocen 398 especies, agrupadas según ASW como sigue:
Subfamilia Buergeriinae Channing, 1989 (4 sp.)
- Buergeria Tschudi, 1838 (4 sp.)

Subfamilia Rhacophorinae Hoffman, 1932 (394 sp.)
- Beddomixalus[4] Abraham, Pyron, Ansil, Zachariah & Zachariah, 2013 (1 sp.)
- Chiromantis Peters, 1854 (18 sp.)
- Feihyla Frost, Grant, Faivovich, Bain, Haas, Haddad, de Sá, Channing, Wilkinson, Donnellan, Raxworthy, Campbell, Blotto, Moler, Drewes, Nussbaum, Lynch, Green & Wheeler, 2006 (5 sp.)
- Frankixalus Biju, Senevirathne, Garg, Mahony, Kamei, Thomas, Shouche, Raxworthy, Meegaskumbura & Van Bocxlaer, 2016 (1 sp.)
- Ghatixalus Biju, Roelants & Bossuyt, 2008 (3 sp.)
- Gracixalus Delorme, Dubois, Grosjean & Ohler, 2005 (11 sp.)
- Kurixalus Ye, Fei & Dubois, 1999 (14 sp.)
- Liuixalus Li, Che, Bain, Zhao & Zhang, 2008 (7 sp.)
- Mercurana[4] Abraham, Pyron, Ansil, Zachariah & Zachariah, 2013 (1 sp.)
- Nasutixalus Jiang, Yan, Wang & Che, 2016 (1 sp.)
- Nyctixalus Boulenger, 1882 (3 sp.)
- Philautus Gistel, 1848 (51 sp.)
- Polypedates Tschudi, 1838 (24 sp.)
- Pseudophilautus Laurent, 1943 (79 sp.)
- Raorchestes Biju, Shouche, Dubois, Dutta & Bossuyt, 2010 (60 sp.)
- Rhacophorus Kuhl & Van Hasselt, 1822 (88 sp.) (tipo)
- Taruga Meegaskumbura, Meegaskumbura, Bowatte, Manamendra-Arachchi, Pethiyagoda, Hanken & Schneider, 2010 (3 sp.)
- Theloderma Tschudi, 1838 (27 sp.)

## Galería

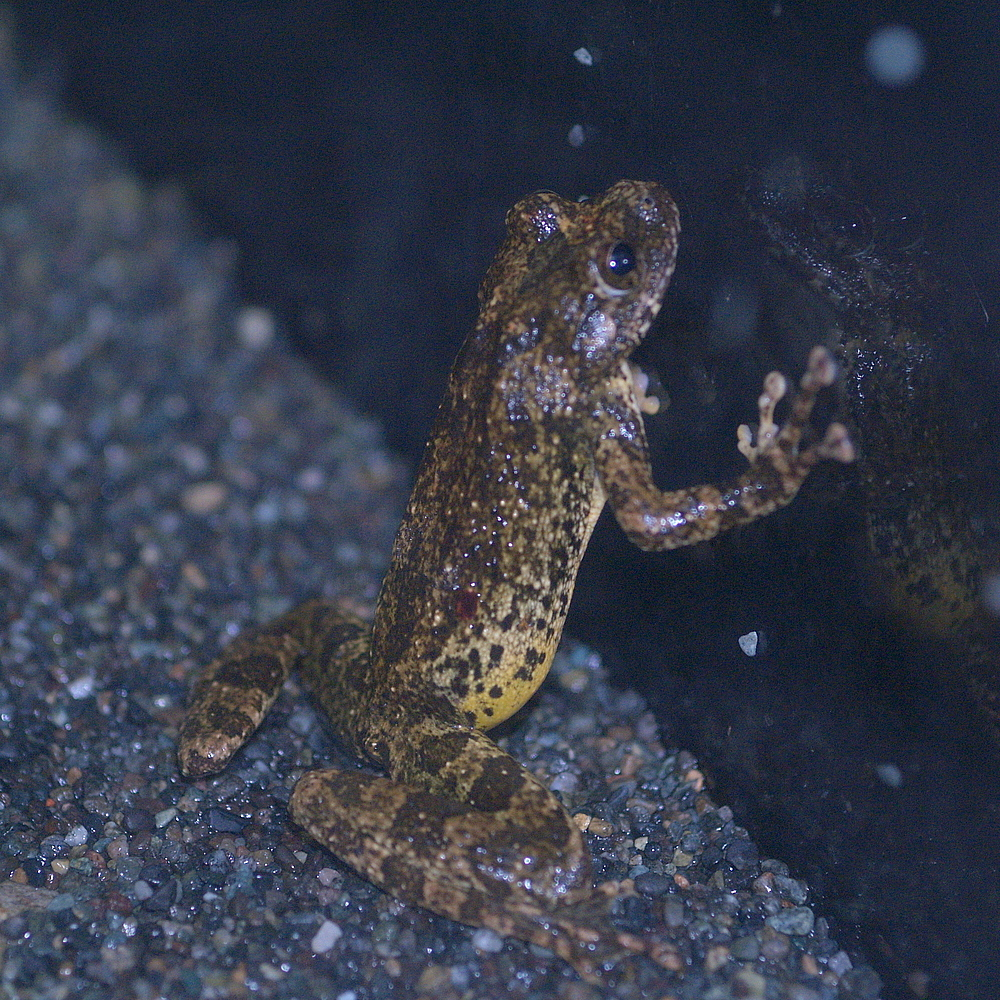
Buergeria buergeri
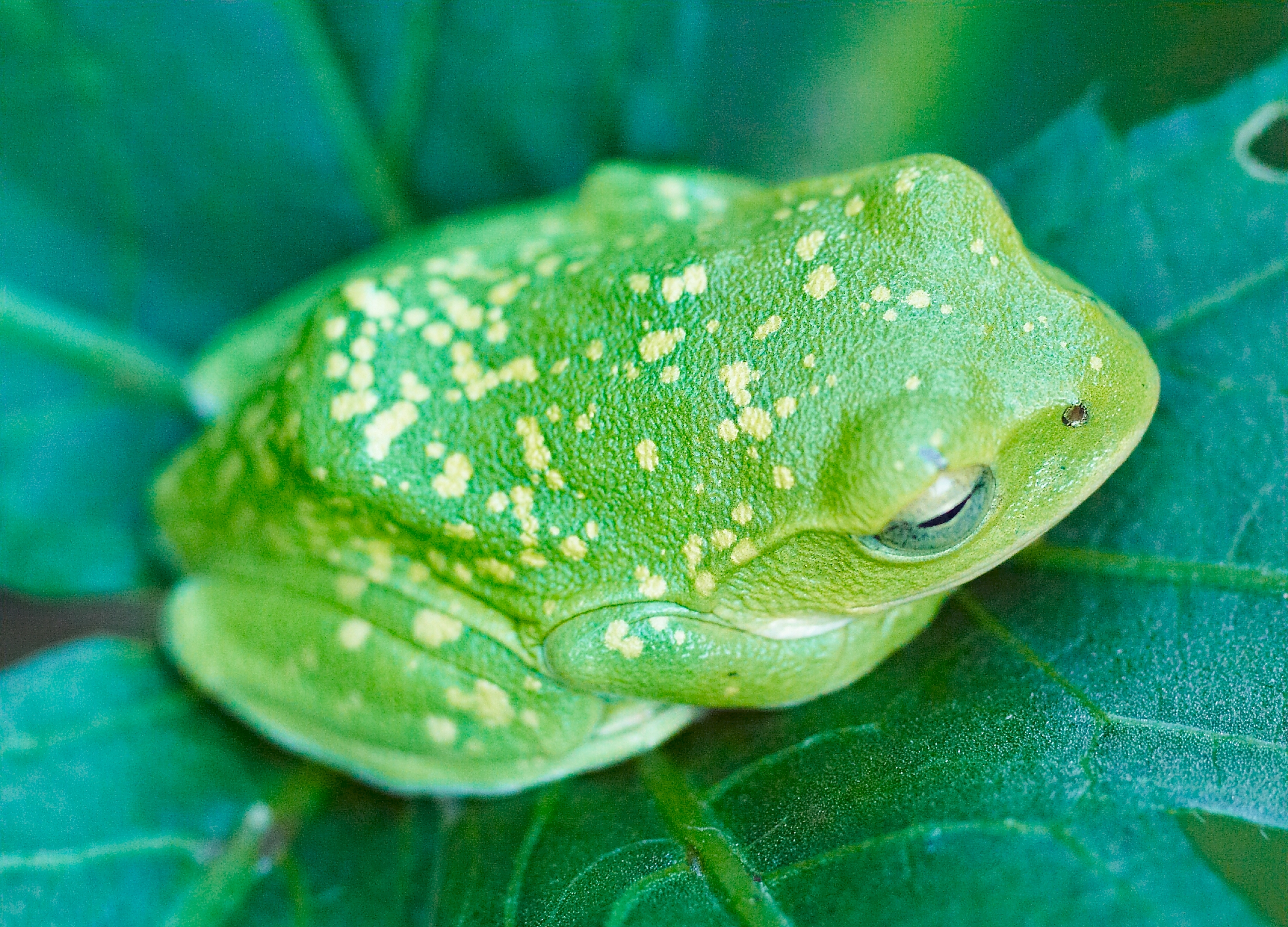
Rhacophorus schlegelii
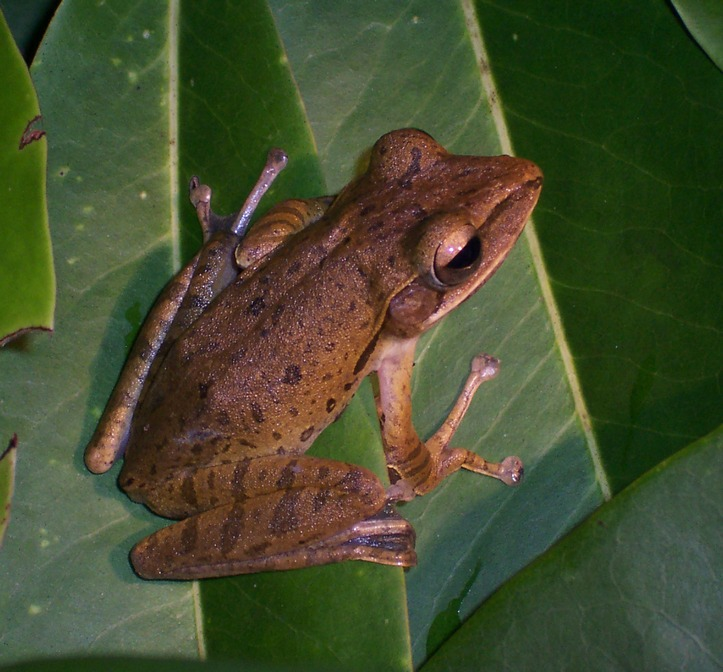
Polypedates leucomystax